# Christian Martin Hudtwalcker
Pour les articles homonymes, voir Hudtwalcker.
Christian Martin Hudtwalcker, né le 15 octobre 1761 à Hambourg et mort le 8 septembre 1835 à Itzehoe, est un ecclésiastique évangélique luthérien allemand, dont le dernier poste est celui de prévôt à Itzehoe.

## Biographie
Christian Martin Hudtwalcker naît le 15 octobre 1761 à Hambourg.
Il est issu d'une famille de commerçants réputés de Hambourg. Il est le fils de l'Oberalter Jacob Hinrich Hudtwalcker (* 20 novembre 1710 Altona ; † 28 octobre 1781 Hambourg) et de sa femme Sarah, née Ehlers. Son père, lui-même fils d'un marchand de fromage d'Altona, avait fondé en avril 1743, après un apprentissage chez Meinert von Winthem, marchand de harengs, de tran et de produits de la mer, l'entreprise Hudtwalcker & Co. qui existe encore aujourd'hui et qui est spécialisée dans le commerce d'huile de poisson. Johann Michael Hudtwalcker est son frère et il reprend l'entreprise.
Après avoir terminé ses études de théologie, il devient en 1786 pasteur à Malente dans la Principauté épiscopale de Lübeck, puis après 1789 pasteur à Neukirchen (Ostholstein). 
En 1801, il est nommé pasteur principal et prédicateur de la garnison allemande à l'église du Seigneur des armées (église de garnison) à Copenhague. Durant cette période, il est également l'éducateur de son neveu, le futur sénateur de Hambourg Martin Hieronymus Hudtwalcker. Nicolaus Hudtwalcker est également son neveu. Lorsqu'en 1807, au cours du siège de Copenhague, il se prononce pour la capitulation, il s'attire les foudres du prince héritier de l'époque. Lorsque ce dernier monte sur le trône en 1808 sous le nom de Frédéric VI, la position de Hudtwalcker devient intenable.
En 1809, il pose sa candidature pour le poste de pasteur à Neuenbrook dans le district de Steinburg, qui appartient alors au Danemark, et prend ses fonctions en 1810. En 1814, il est élu prédicateur principal et monastique à Itzehoe. En même temps, il est nommé conseiller consistorial royal danois et prévôt de la prévôté de Münsterdorf, la plus grande du duché de Holstein avec 22 paroisses.
Il est admis dans la loge maçonnique Augusta zu den drei Flammen à Göttingen en 1782.
Christian Martin Hudtwalcker meurt le 8 septembre 1835 à Itzehoe.

## Descendance
Sa fille aînée Susanna épouse en 1842 le médecin et auteur Johann Wilhelm Heinrich Grabau.

## Prix
- 1er novembre 1828 : chevalier de l'ordre de Dannebrog

## Publications
- Anleitung zu einer vernünftigen Andacht beim Genusse des heiligen Abendmals: für den Bürger und Landmann. 1793
- Predigten und Casual-Reden. 1800
- Vier Predigten und zwey Taufreden. 1800
- Predigten. 1805